# Franziskaner
Franziskaner – niemieckie piwo pszeniczne warzone w Monachium, produkowane przez browar Spaten-Franziskaner-Bräu należący do grupy Spaten-Löwenbräu-Gruppe.

## Produkty
Browar Spaten-Franziskaner-Bräu warzy piwo Franziskaner w pięciu odmianach piw pszenicznych. Podstawowymi produktami są piwa pszeniczno-drożdżowe jasne, ciemne i jasne klarowne o jednolitej zawartości ekstraktu i alkoholu. Asortyment piw uzupełnia piwo lekkie i bezalkoholowe.
| Marka                      | Gatunek piwa                   | Parametry                        |
| -------------------------- | ------------------------------ | -------------------------------- |
| Hefe-Weissbier Hell        | pszeniczne jasne               | alkohol 5,0% obj. ekstrakt 11,8% |
| Hefe-Weissbier Dunkel      | pszeniczne ciemne              | alkohol 5,0% obj. ekstrakt 11,8% |
| Weissbier Kristallklar     | pszeniczne jasne klarowne      | alkohol 5,0% obj. ekstrakt 11,8% |
| Hefe-Weissbier Leicht      | pszeniczne jasne lekkie        | alkohol 2,9% obj. ekstrakt 7,5%  |
| Hefe-Weissbier Alkoholfrei | pszeniczne jasne bezalkoholowe | alkohol 0,5% obj. ekstrakt 6,2%  |